# ITF feminino de Contrexéville
O ITF feminino de Contrexéville – ou Grand Est Open 88, na última edição – foi um torneio de tênis profissional feminino, de nível ITF W100.
Realizado em Contrexéville, no nordeste da França, estreou em 2007 e durou catorze edições. Os jogos eram disputados em quadras de saibro durante o mês de julho.
Em 2022, foi promovido ao circuito challenger da WTA.

## Finais

### Simples
| Ano                                                         | Campeã             | Vice-campeã             | Resultado      |
| ----------------------------------------------------------- | ------------------ | ----------------------- | -------------- |
| 2021                                                        | Anhelina Kalinina  | Dalma Gálfi             | 6–2, 6–2       |
| Torneio não realizado em 2020 devido à pandemia de COVID-19 |                    |                         |                |
| 2019                                                        | Katarina Zavatska  | Ulrikke Eikeri          | 6–4, 6–4       |
| 2018                                                        | Stefanie Vögele    | Sara Sorribes Tormo     | 6–4, 6–2       |
| 2017                                                        | Johanna Larsson    | Tatjana Maria           | 6–1, 6–4       |
| 2016                                                        | Pauline Parmentier | Océane Dodin            | 6–1, 6–1       |
| 2015                                                        | Alexandra Dulgheru | Yulia Putintseva        | 6–3, 1–6, 7–5  |
| 2014                                                        | Irina-Camelia Begu | Kaia Kanepi             | 6–3, 6–4       |
| 2013                                                        | Timea Bacsinszky   | Beatriz García Vidagany | 6–1, 6–1       |
| 2012                                                        | Aravane Rezaï      | Yvonne Meusburger       | 6–3, 2–6, 6–3  |
| 2011                                                        | Iryna Brémond      | Stéphanie Foretz Gacon  | 6–4, 16–7, 6–2 |
| 2010                                                        | Jelena Dokić       | Olivia Sanchez          | 4–6, 6–3, 6–1  |
| 2009                                                        | Ekaterina Bychkova | Kathrin Wörle           | 6–4, 6–4       |
| 2008                                                        | Raluca Olaru       | Stéphanie Foretz        | 6–4, 6–2       |
| 2007                                                        | Andrea Petkovic    | Ksenia Milevskaya       | 6–2, 6–0       |

### Duplas
| Ano                                                         | Campeãs                                   | Vice-campeãs                             | Resultado         |
| ----------------------------------------------------------- | ----------------------------------------- | ---------------------------------------- | ----------------- |
| 2021                                                        | Anna Danilina Ulrikke Eikeri              | Dalma Gálfi Kimberley Zimmermann         | 6–0, 1–6, [10–4]  |
| Torneio não realizado em 2020 devido à pandemia de COVID-19 |                                           |                                          |                   |
| 2019                                                        | Georgina García Pérez Oksana Kalashnikova | Anna Danilina Eva Wacanno                | 6–3, 6–3          |
| 2018                                                        | An-Sophie Mestach Zheng Saisai            | Prarthana Thombare Eva Wacanno           | 3–6, 6–2, [10–7]  |
| 2017                                                        | Anastasiya Komardina Elitsa Kostova       | Manon Arcangioli Sara Cakarevic          | 6–3, 6–4          |
| 2016                                                        | Cindy Burger Laura Pous Tió               | Nicole Melichar Renata Voráčová          | 6–1, 6–3          |
| 2015                                                        | Oksana Kalashnikova Danka Kovinić         | Irina Ramialison Constance Sibille       | 2–6, 6–3, [10–6]  |
| 2014                                                        | Laura Thorpe Alexandra Panova             | Irina-Camelia Begu María Irigoyen        | 6–3, 4–0, ab.     |
| 2013                                                        | Vanesa Furlanetto Amandine Hesse          | Ana Konjuh Silvia Njirić                 | 7–63, 6–4         |
| 2012                                                        | Yuliya Beygelzimer Renata Voráčová        | Tereza Mrdeža Silvia Njirić              | 6–1, 6–1          |
| 2011                                                        | Valentina Ivakhnenko Kateryna Kozlova     | Eika Sema Roxane Vaisemberg              | 2–6, 7–5, [12–10] |
| 2010                                                        | Nina Bratchikova Ekaterina Lopes          | Jelena Dokić Sharon Fichman              | 4–6, 6–4, [10–3]  |
| 2009                                                        | Yvonne Meusburger Kathrin Wörle           | Stéphanie Cohen-Aloro Pauline Parmentier | 6–2, 6–2          |
| 2008                                                        | Stéphanie Foretz Aurélie Védy             | Erica Krauth Hanna Nooni                 | 6–4, 6–4          |
| 2007                                                        | Renata Voráčová Barbora Strýcová          | Ekaterina Dzehalevich Ksenia Milevskaya  | 6–2, 6–2          |